# (21056) 1991 CA1
(21056) 1991 CA1 es un asteroide perteneciente al  grupo de los asteroides que cruzan la órbita de Marte, descubierto el 14 de febrero de 1991 por Eleanor F. Helin desde el Observatorio del Monte Palomar, Estados Unidos.

## Designación y nombre
Designado provisionalmente como 1991 CA1.

## Características orbitales
(21056) 1991 CA1 está situado a una distancia media del Sol de 1,850 ua, pudiendo alejarse hasta 2,048 ua y acercarse hasta 1,653 ua. Su excentricidad es 0,107 y la inclinación orbital 25,555 grados. Emplea 919,25 días en completar una órbita alrededor del Sol.
El próximo acercamiento a la órbita de Marte ocurrirá el 20 de diciembre de 2058.

## Características físicas
La magnitud absoluta de (21056) 1991 CA1 es 14,88. 